# طبوغرافيا مساحة وقياس
هذه المقالة عن القياسات الطبوغرافية.

## الجهات الأصلية والفرعية
الجهات الأربعة الأصلية    هي الشمال  والجنوب والشرق والغرب فإذا عرفنا أحدهما يمكننا معرفة الجهات الأخرى فمثلاً لو عرفنا اتجاه الغروب واتجهنا نحوه يكون الشرق خلفنا والشمال يميننا والجنوب يسارنا. أما (الجهات الفرعية) فهي تقع بين الجهات الأصلية والفرق بين كل منهما يساوي 22.5 درجة وتقرأ درجات زوايا الاتجاه ابتداء من الصفر الذي يشير إلى الشمال وباتجاه اليمين.

## طرق تعيين الشمال
ينقسم الشمال إلى قسمين هما:
1. الشمال المغناطيسي: ويرمز له بخط في رأسه ما يشبه علامة البوصلة.
2. الشمال الجغرافي أو الحقيقي: ويرمز له في راسه ما يشبه النجمة.

موقع الشمال الجغرافي ثابت لا يتغير ويقع عند نقطة القطب الشمالي الجغرافي أما الشمال المغناطيسي فأن موقعة يتغير من مكان إلى آخر ضمن منطقة تقع في أقصى شمال كندا بالقرب من شبه جزيرة بوثينيا التي لا تبعد عن مركز القطب الجغرافي الشمالي باكثر من 1000 ميل.
ويقاس الاختلاف بين الاتجاهين الشمالي الجغرافي والمغناطيسي بالدرجات وتسمى الدرجة بدرجة الاختلاف المغناطيسي والتي قد تكون في بعض الأحيان إلى الشرق من أتجاه الشمال الجغرافي وأحياناً إلى الغرب منه.
وإذا أردنا ان نرسم خريطة لأحدى المواقع علينا معرفة زوايا الاختلاف المغناطيسي للمنطقة أولاً ثم نرسم خطاً يتقاطع مع الشمال المغناطيسي يقدر بعدد درجات الاختلاف ان كتانت شرقاً أو غرباً، ويمكنناً الاستدلال على درجات الاختلاف المغناطيسي للمنطقة التي تجرى فيها عملية المسح بواسطة جداول خاصة أعدت لهذا الغرض مبين فيها مقدار زاوية الاختلاف أو الانحراف المغناطيسي بالنسبة للشمال الجغرافي لعدد من السنيين ولكل موقع على سطح الأرض.
ويمكننا أن نستخرج ذلك الاختلاف بأنفسنا وذلك برسم خط الشمال المغناطيسي بواسطة البوصلة ثم خط الشمال الجغرافي بأحدى الطرق التالية:

### بواسطة البوصلة
أذا أردنا تعيين الشمال المغناطيسي على الطبيعة نضع البوصلة   على كف اليد بصورة أفقية تماماً مع سطح الأرض وننتظر حتى يستقر المؤشر ويتوقف عن الذبذبة فالأتجاه الذي يشير اليه هو أتجاه الشمال المغناطيسي.

### بواسطة الشمس وقت الزوال
الطريقة كالتالي:
1. اختيار وقت يكون قبل الساعة الثانية عشر ظهراً بوقتاً قصير.
2. تثبيت عصا على سطح الأرض بشكل مائل وتحدث العصا ظلاً على الأرض، وفي نهاية ظل العصا نكتب النقطة (أ).
3. نربط خيطاً في طرف العصا الأعلى ونتركه يتدلى من راس العصا بحيث يلامس سطح الأرض وهذه تعتبر النقطة (م) فيحدث الخيط ظلاً على سطح الأرض.
4. نرسم دائرة أو قوساً إلى جهة معاكسة لحركة الشمس بنصف قطر يساوي طول ظل الخيط من نقطة نهاية الخيط بسطح الأرض.
5. نراقب هذه الظل فسنجده يبدأ بالقصر والابتعاد تدريجياً عن محيط الدائرة والقوس ثم يعود ثانية ويطول تدريجياً حتى يلتقي معه في النقطة (ب).
6. ننصف القوس الامحصور بين النقطتين (أ، ب) في ج ثم نوصل بين ج والنقطة م بخط مستقيم فالخط م ج يشير إلى الشمال الجغرافي.

### 3- بواسطة الساعة
الطريقة كالتالي:
1. ضع الساعة على سط الأرض بصورة أفقية.
2. أدرها حتى يصبح عقرب الساعات في اتجاه الشمس.
3. أنصف الزاوية المحصورة بين عقرب الساعات والرقم 12 (الساعة 12) إلى قسمين متساويين.
4. منتصف هذه الزاوية يشير إلى الشمال الجغرافي وأمتدادة من الجهة الآخر يكون الجنوب الجغرافي.
5. إذا عرفت الشمال الجغرافي فأتجه نحوه فيكون الشرق الجغرافي يمنك والغرب الجغرافي يسارك.
6. هذه الطريقة فقط للنصف الجنوبي من الكرة الأرضية اما النصف الشمالي من الكرة الأرضية يكون العكس

## مفهوم الخريطة
هي عبارة عن شكل أو صورة توضيحية لمظاهر سطح الأرض، الطبيعية والبشرية ممثلة على لوحة مستوية بمقياس رسم معين.

## أنواع الخرائط بالنسبة لمقاييسها
1. خرائط المقياس الصغير وتستخدم في المساحات الكبيرة من الأرض مثل خرائط القارات وخرائط البلدان، حيث يزيد مايمثل السنتمتر عليها عن عشرة كيلومترات أي 1 : 1000000 وتتناول هذه الخرائط موضوعاً واحداً يمثل ظاهرة واحدة أو بضع ظاهرات وفيها تبسط الرموز وتختصر.
2. خرائط المقياس المتوسط وتستخدم في المساحات المتوسطة من الأرض مثل الخرائط الجدارية التي تمثل قطراً من الأقطار أو جزاء من القارة حيث يمثل السنتمتر عليها ما بين 2.50 كيلومتر أي 1 : 250000 وعشرة كيلومتر أي 1000000 وتتناول هذه الخرائط موضوعاً واحداً مثل الخرائط الطبيعية أو السياسية أو الإدارية وغيرها وأحياناً تختص في أكثر من موضوع مع مراعاة الأختصار في الرموز.
3. خرائط المقياس الكبير وتستخدم في المساحات الصغيرة من الأرض مثل خرائط المناطق الصغيرة كإقليم من الأقاليم أو منطقة من مناطق القطر أو أي جزء صغير من الأرض كالخرائط الطبوغرافية أو خرائط المشاريع الزرعية أو الصناعية أو العقارات أو الممتلكات وغيرها، حيث لا يزيد ما يمثل السنتمتر عليها عن 2.50 كيلومتر أي 1 : 250000.

## أنواع الخرائط بالنسبة لموضوعاتها
هناك نوعان من الخرائط:
1. خرائط توزيع الظاهرات الطبيعية
2. خرائط توزيع الظاهرات البشرية

## أولاً: خرائط توزيع الظاهرات الطبيعية

### خريطة الجيولوجية
توضح هذه الخريطة أنواع الصخور وتاريخ تكونها وامتداداتها وهي تمثل تكون الجزء الأعلى من القشرة الأرضية، كما تسهل التعرف على مواقع الصخور التي يحتاجها الإنسان في البناء ورصف الطرق وأنواع المعادن، وتفسر تكون بعض الظاهرات الطبيعية.

### خريطة البيئة والتركيب
توضح هذه الخريطة الاحداث الحركية (التكتونيكية) الناشئة عن حركة القشرة الأرضية وعصور تكونها كالألتواءات الحديثة التي تكونت في الزمن الثالث مثل مرتفعات الالب الاوربية.

### خريطة التضاريس
توضح هذه الخريطة اشكال سطح الأرض المختلفة من أرتفاعات مثل التلال والجبال والهضاب وأنخفاضات مثل الوديان والسهول والاحواض، وتمثل التضاريس في التالي:

#### أ- خرائط المقياس الصغير
مثل خرائط الاطالس والجدارية بالالوان المتفق عليها في المؤتمر الجغرافي العالمي الذي عقد في لندن سنة 1917 بحيث يمثل كلاً من
1. اللون الأخضر والأصفر الفاتح الغامق المناطق المنخفضة.
2. اللون البني الفاتح والغامق المناطق المرتفعة.
3. اللون البنفسجي والأبيض أعلى المناطق في العالم.

#### ب- خرائط المقياس المتوسط
تمثل هذه الخرائط بطريقة التظليل بخطوط الهاشور وهي: عبارة عن شطبات (خطوط قصيرة) تختلف المسافة بين خط وآخر حسب درجة الانحدار وكذلك سمك كل خط من الخطوط وخرائطة تعتمد على عنصري المشاهدة والقياس (وهي من أعمال الفنان: الألماني وليمان).

#### ج- خرائط المقياس الكبير
تمثل تضاريس الخرائط الطبوغرافية ذات المقياس الكبير بالخطوط (الكنتورية)حيث تتلخص مراحل رسم الخرائط الكنتورية - خطوط الارتفاع المتساوية بالآتي:
1. نحدد منسوب عدد من النقاط للمنطقة التي مسحت.
2. نعين عليها عدداً من نقاط التثليث (نقاط الارتفاع عن سطح البحر).
3. نختار مقدار الفاصل الرأسي وليكن 100 متر.
4. توصيل النقاط المتشابهة الارتفاع.

وبعد ذلك سوف تظهر لنا خطوط منحنية كل خط منها يمثل أرتفاعاً معيناً.

### خرائط الطقس
توضح هذه الخرئط حالة الجو في الساعات القادمة التي تمتد إلى 48 ساعة أو أكثر من ذلك يومياً مثل الأمطار والضباب والأتربة والغبار وغير ذلك.

### الخرائط المناخية
توضح هذه الخرائط معدلات الظاهرات الجوية من حرارة وضغط ورياح وأمطار وغيرها لفترة طويلة تمتد لشهر أو فصل أو سنة كاملة.

### خرائط النبات الطبيعي
توضح هذه الخرائط أنواع النباتات الطبيعية وأماكن تواجدها على سطح الأرض بتنوع المناخ من حرارة وأمطار حيث تختلف في مقدارها وكميتها من مكان لآخر ومن فصل لآخر.

### خرائط التربة
توضح هذه الخرائط تحديد المناطق الزراعية وأنواع المحاصيل التي يمكن أنتجها في هذه المناطق، ولها أهمية كبيرة في حياة الأنسان حيث تواجد غذائة.

### خرائط الأقاليم الطبيعية والمناخية
توضح هذه الخرائط المناطق المتشابه في مناخها ونباتها الطبيعي وذلك على أساس المناخ السائد أو النبات الطبيعي أو كليهما معاً.

## ثانياً: خرائط توزيع الظاهرات البشرية
تختص هذه الخرائط في توزيع الظاهرات البشرية وهي أما تكون كمية تعتمد على الأحصاءات والأرقام أو تكون نوعية تمثل ظاهرات معينة موزعة على سطح الأرض، وهي أما أن تختص بالإنسان نفسه مثل خرائط توزيع السكان والكثافة وتوزيع الاجناس والأديان واللغات والامراض وغيرها أو تختص بما ينتجه الإنسان مثل خرائط توزيع المحاصيل الزراعية ومشاريع الري والصناعات وخرائط التعدين والطاقة وخرائط الثروة الحيوانية وخرائط طرق المواصلات وكذلك الخرائط السياسية والإدارية والخرائط التي تعني بمناطق الصراع الدولية ومناطق الاطماع والتوسع الافليمي والتي تدعى بالخرائط الجيويوليتيكية والخرائط التاريخية والتراثية والسياحية وغير ذلك، أما طرق تمثيل وتوضيح ظاهرات الخرائط البشرية فتكون بالالوان أو التظليل أو النقاط أو بالاشكال الهندسية كالدائرة والمربع أو بالرموز والاشكال الجسمية.

## الخريطة الطبوغرافية
تعتبر هذه الخرائط من خرائط المقياس الكبير الذي لا يزيد ما يمثل السنتمتر الواحد على الخريطة عن واحد كيلومتر على الطبيعة أي 1 : 100000 سنتمتر، د كما يمكننا بموجب هذا المقياس تمثيل جميع أنواع الظاهرات الطبيعية والبشرية المنتشرة في المساحة التي تمثلها الخريطة والتي لا تزيد على 2500 كم مربع.
فالذي شجع على رسم الخرائط الطبوغرافية النزاعات الدولية والحروب الأوربية في بداية القرن الثامن عشر، فأول من بدأ بهذا العمل كانت فرنسا ثم انتقل إلى الدول الأخرى، وكان تداولها محدوداً ومقتصراً على العسكريين فقط.
أما الآن أصبحت منتشرة لدى الجميع حيث يستفاد منها في تحليل التضاريس وتفسيرها والربط بينها وبين الخرائط الجيولوجية وكذلك التعرف على النبات الطبيعي وتأثير التضاريس والمناخ على انتشارها وكذلك الدراسات البشرية والاقتصادية وتوزيع السكان، فكلما كانت عملية المسح الجوي والأرضي دقيقة وصحيحة كلما كانت نتائج الدراسات المختلفة ناجحة وصحيحة.

## خريطة العالم المليونية
أما الآن ظهرت فكرة وضع خريطة واحدة بمقياس رسم 1 : 000000 1 لأول مرة في برن بسويسرا في سنة 1891، حينما أقترح العالم النمساوي ألبرخت بنك A. Penck أستاذ الجغرافيا بجامعة فيينا على المؤتمر الجغرافي الدولي الخامس فكرة هذه الخريطة.
وفي المؤتمر التاسع الذي عقد في جنيف في يوليو 1908 نوقش المشروع المقترح للخريطة المليونية واقر باتفاق جميع الأعضاء والإسراع في تنفيذه.
وعلى هذا الأساس دعت الحكومة البريطانية بتوجيه الدعوة إلى النمسا والمجر وفرنسا وألمانيا وإيطاليا واليابان وروسيا وأسبانيا والولايات المتحدة، لكي ترسل مندوبين عنها إلى بريطانيا لوضع التفاصيل الفنية للمشروع ثم عقد هذا المؤتمر في لندن سنة 1909 بحضور هذه الدول حيث تم وضع الأسس الفنية للمشروع الذي أقرته فيما بعد 34 دولة، حضرت المؤتمر الجغرافي الدولي في باريس سنة 1913 م.
ومن أهم هذه الأسس الفنية هي:
1. تمثيل التضاريس بخطوط الارتفاع المتساوية (الكنتورية) مع التلوين الذي حددت درجاته.
2. الاتفاق على جعل خط طول (جرينتش) بعد أن كانت هناك عدة خطوط أساسية.
3. تكتب أسماء الإعلام الجغرافية كما تلفظ محلياً مع إضافة الاسم الشائع أو المشهور دولياً بجانبه أو تحته وبين قوسين أو الاسم الشائع دولياً تحته الاسم المحلي.

## قراءة الخرائط الطبوغرافية
تتميز الخرائط الطبوغرافية بالمقياس الكبير أي أنها تمثل مساحة صغيرة من سطح الأرض حتى يصبح بالإمكان أن تمثل على سطحها أكبر عدد من الظاهرات الطبيعية والبشرية وبرموز واضحة ومفصلة، مثال فالمدن تمثل بحدودها المشابهة للطبيعة وبشوارعها الرئيسية والفرعية وأبنيتها العامة والخاصة وهكذا بالنسبة لباقي الظاهرات البشرية والطبيعية، فكلما كبر مقياس تلك الخرائط وضحت المعالم والظاهرات الطبيعية والبشرية حتى يصبح بالإمكان رؤية الحدود وتمييزها في الأراضي الزراعية وغيرها أي من الممكن معرفة نوع الحدود ان كان سياج من حديد أو جدار من حصير أو أسلاك شائكة وغير ذلك من المعالم، معرفة نوع الاشجار والنباتات الموجودة في ذلك المكان.
ومن أهم الظاهرات الطبيعية التي تفيدنا بالدراسة الجغرافية والممثلة على الخرائط الطبوغرافية هي ظاهرت التضاريس ولا بد من دراسة أشكال التضاريس وأنواعها بالأستعانة بالمقاطع قبل قراءة تلك الخرائط حيث تمثل ظاهرت التضاريس بواسطة خطوط الارتفاع المتساوية (الكنتورية) وبالممارسة والتمرين يمكن للجغرافي قارئ الخريطة ان يستغني عن رسم القطاعات، حيث يبقى للمقطع فائدة مهمة وهي التعرف على البعد الثالث (الرأسي) أذ أن الخرائط تعطينا بعدين فقط (الطول والعرض).

## أنواع الانحدار

### 1- انحدار منتظم
وهو الذي تتدرج فيه الخطوط تدرجاً منتظماً فيكون على وتيرة واحدة.

### 2- انحدار مقعر
وهو الذي تتقارب فية الخطوط عند القمة ثم تتباعد في أسفله فيكون الانحدار شديداً في البداية ثم يخف عند السفح.

### 3- انحدار محدب
وهو الذي تتباعد فيه الخطوط عند القمة ثم تتقارب عند السفح فيكون الانحدار في البداية بطيئاً ويزيد عن السفح.

### 4- انحدار غير منتظم
وهو الانحدار الذي تتغير فيه المسافات الافقية بين الخطوط مرات عديدة من نقطة القمة حتى اسفل السفح فيكون شكل الانحدار مرة شديد ومرة خفيف ومرة معتدل.

## أهم أنواع التضاريس وأنماطها

### 1- السهول
تتألف السهول من سطح مستوي أو متموج أحياناً وينحدر أنحداراً بطيئاً إلى جهة واحدة حيث تظهر خطوط الكنتور (الارتفاع المتساوي) متباعدة أو منعدمه وتدل حالة انعدامها على وجود السهول الفيضية والدالات والمستنقعات.

### 2- الهضاب
تتكون من سطح مرتفع أو مستوي أو متضرس يميل إلى إحدى الجهات وتشرف حافاتها على عدة جهات وبانحدارات مختلفة قد تكون شديدة أو متدرجة فان وجدت في الوديان والاخاديد تكون عميقة بسبب عوامل التعرية وتفصل بينهما التلال.

### 3- التلال
تتكون في مناطق الهضاب أو السهول بسبب عوامل التعرية المختلفة ولا ترتفع عن السطح المجاور لها كثيراً وتمثل على الخرائط بخطوط كنتورية مغلقة ولها اشكالاً مختلفة

### 4- الجبال
هي المناطق التي تتميز بالارتفاع الشاهق عن مستوى الأرض المحيطة بها كالسهول والهضاب والتلال وتكون اما على شكل سلاسل تمتد امتداداً طولياً أو في اتجاهات مختلفة أو متوازية.

### 5- الوديان
تتكون من المنخفضات الطويلة والضيقة في المناطق الجبلية ذات الانحدار الشديد وواسعة في المناطق المستوية أو شبه مستوية وتظهر الخطوط الكنتورية منحنية نحو الداخل أي نحو المنابع.

### 6-خط تقسيم المياه
هو أعلى خط كنتوري يخترق المنطقة الجبلية حيث ينحدر سطح الأرض منه باتجاهين متعاكسين وتنحدر منه الوديان باتجاه السهو أو الاحواض المجاورة.

### 7- المنحدر
يسمى أيضاً بالسفح وهو الجزء المائل من سطح الأرض والمشرف على مناطق أقل ارتفاعاً من المناطق المجاورة ويختلف شكلها مثل الجبال والهضاب والتلال.

### 8- الربوة
تشبة في شكلها التل الصغير وتظهر في مناطق الانحدارات البسيطة وتكون خطوط الكنتور التي تمثلها مغلقة

### 9- المسطبة
هي منطقة من سفح (الجبل أو الهضبة) تتميز بالاستواء أو الانحدار البسيط وتنحدر حافتها السفلى بشدة نحو المنطقة أو الجزء الذي يليها وتكون أحياناً بجانبي النهر في منطقة الوادي.

### 10- العقبة أو العثرة
هي حافة شديدة الانحدار أو رأسية تقع بين انحدارين تدريجيين.

### 11- الجرف
هو حافة المرتفع (جبل أو هضبة) التي تنحدر بشدة نحو شواطئ البحيرات والبحار فتظهر الخطوط الكنتورية متقاربة بشدة وإذا انطبقت على بعضها أصبحت حافة رأسية.

### 12 الممر
يتكون من منطقة منخفضة بين جبلين تنتهي بخط كنتور مشابه للذي بدأت به.

### 13-الخانق
هي سحيقة ضيقة وطويلة تمتد في منطقة جبلية أو هضبية ويسمى أحياناً بالمضيق حيث تتقارب الخطوط الكنتورية بشدة عند الحافات.

### 14- النتوء أو البروز
هو امتداد لجزء ضيق من المرتفع ويتسع نحو البحر على شكل لسان وتظهر الخطوط الكنتورية منحنية نحو الخارج.

### 15- الثغرة
هو امتداد عريض من المرتفع ويضيق نحو البحر على شكل لسان وتظهر الخطوط الكنتورية منحنية نحو الداخل (عكس النتوء)

### 16- الحوض
هي منطقة منخفضة تحيط بها المرتفعات من جميع الجهات.

## مقدمة عن الخطوط والأشكال البيانية
لا تقل أهمية الخطوط والاشكال البيانية عن اهمية الخرائط في توضيح الظاهرات الجغرافية الطبيعية والبشرية وتسهيل النقارنة بينهما حيث يمكننا تحويل البيانات والارقام الاحصائة المختلفة إلى خطوط واشكال بيانية فهي تساعد الدارس والباحث على سرعة التعرف على الظاهرات والمقارنة بينهما بدلاً من قراءة الشرح المطول والاطلاع على الارقام والجداول العديدة.

## الخطوط البيانية
ترسم الخطوط البيانية على شكلين:

### 1- خطوط منحنية
وهي تمثل الظاهرات المختلفة التي تتغير بشكل تدريجي من يوم لآخر أو من شهر لآخر أو من سنة لأخرى كالحرارة والسكان.

### 2- خطوط منكسرة
وهي التي تمثل التغيرات المختلفة التي تحسب قيمتها أو كميتها أو عددها نهاية كل فترة زمنية مثل أنتاج الغلات الزراعية والصناعية وغيرها.

### طريقة رسم الخطوط البيانية
1. رسم خط افقي يمثل قاعد الشكل ويقسم إلى اقسام متساوية تمثل تسلسل الأشهر أو السنيين (الفترة الزمنية).
2. رسم خط عمودي على أحد طرفي القاعدة السابقة ويقسم إلى اقسام متساوية يمثل كل قسم منها عدداً معيناً أو نسبة مئوية معينة.
3. يمكن ان يحوي الشكل البياني على أكثر من ظاهرة جغرافية مثل التغير الذي يحصل للولادات والفيات وغير ذلك، على أن يرسم كل خط بشكل مختلف عن الآخر وذلك لسهولة التمييز بينهما.

يمكن استعمال ورقة المربعات التي تغنينا عن استعمال المسطرة والأدوات الأخرى.

## الأعمدة البيانية
تستخدم الاعمدة البيانية بأساليب متعددة تتألف من مجموعة من الاعمدة يتناسب طول كل منها مع الكمية التي تمثلها وتتميز طريقة الاعمدة البيانية بسهولة رسمها وبمرونتها حيث يمكن تنظيمها في المناطق المزدحمة من الخريطة وسهولة قرائتها.
وتنقسم الاعمدة إلى ثلاثة أنواع هي
1. الاعمدة المنفردة تمثل ظاهرة واحدة مثل إنتاج البترول في دولة الكويت.
2. الاعمدة المزدوجة تمثل أكثر من ظاهرة مثل عدد وفيات الأطفال لكل 1000 فرد.
3. الاعمدة المقسمة ويستخدم العمود الواحد لتوضيح ظاهرتين أو أكثر معاً مثل معدلات الحرارة والمطر.

## الدائرة البيانية المقسمة
ترسم الدائرة البيانية المقسمة لغرض المقارنة بين عدة ظاهرات جغرافية وذلك بتقسيم الدائرة إلى قطاعات بواسطة تقسيم زوايا الدائرة (360) درجة حسب القيم الواردة:
يمكن رسم الدائرة البيانية المقسمة باحدى الطريقتين التاليتين:
1. طريقة استخدام الارقام الفعلية.
2. طريقة النسب المئوية.

## الهرم السكاني
يرسم الهرم السكاني بالاعتماد على فئات الاعمار وذلك باستخدام الارقام الفعلية للذكور والإناث أو باستخدام النسب المئوية حيث تتلخص طريقة رسم الهرم السكاني بمايلي:
1. نرسم خطاً افقياً يمثل قاعدة الهرم ونقسمة إلى اقسام متساوية تمثل السكان والنسب المئوية لكل فئة.
2. نرسم عموداً من وسط القاعدة نكتب فيه الفئات السكانية.
3. نقيم اعمدة على خط الوسط بطول حسب عدد السكان لك فئة أو نسبها المئوية.

## وردة الرياح
تمثل معدلات اتجاه الرياح بواسطة وردة الرياح وتتالف من دائرة في الوسط يشير نصف قطرها إلى نسبة السكون المئوية وأحياناً تدون النسبة المئوية هذه في داخل الدائرة اما الرياح الهابة فترسم باسهم تبين الاتجاهات يشير كل منها إلى الجهات الاربعة الرئيسية، والاربعة الأخرى تشير إلى الاتجاهات الفرعية ويوضح طول كل سهم إلى نسبة هبوب الرياح المئوية ويدون عادة بالقرب من وردة الرياح مقياس خطي يساعد القارئ إلى فهم وردة الرياح.
طريقة رسم وردة الرياح هي كالتالي:
1. اختيار مقياس رسم مناسب وليكن 5 ملم يساوي 1%.
2. تقسم الارقام على الوحدة القياسية.
3. رسم خطاً باتجاه الرياح.
4. وضع النسبة المئوية التي تخص السكون في وسط الدائرة.
5. رسم مقياس الرسم على شكل مقياس خطي.

## مقدمة عن الخرائط الطبوغرافية
عندما أصبح الإنسان يعيش جماعات في بيئة واحدة أصبح يشعر بحاجة ماسة الي تحديد الابعاد والمساحات التي يعيش فيها كل فرد وكان تحديدها عند الإنسان القديم لا يتعدى العين المجردة وعلامات طبيعية بدائية.
ولكن بعدما عرف الإنسان الاستقرار الدائم وظهرت الممالك والامبراطوريات وظهور الحاجة الي إنشاء هياكل معمارية تطورت وسائل القياس وظهرة طرق أكثر حداثة وملاءمة ونجد هذا التطور علي الاثار التي هي قائمة حتى الآن في الاهرامات التي بنيت في عهد الفراعنة بمصر والمسارح الرمانية فدقتها تدل علي انه تم استعمال وسائل قياس متطورة وذكية معظمها لم يتم اكتشافها إلي يومنا هذا.
ان قياس سطح الأرض في العصر الحديث عرف قفزة نوعية لضرورة بناء منشئات سكنية ومدنية ضخمة تتلائم مع النمو الديمغرافي الكبير.
ان الآلة الوحيدة المستعملة في الطبوغرافيا في القرن 17 م كانت المنضاروفي القرن العشرين تطورت تقنية القياس وتم اكتشاف مختلف وسائل القياس كالطاكيومتر التيودوليت الجهاز المسوي والكوس البصري وبعد النهضة في مجال الاعلام الالي والإلكترونيك تطورت أجهزة القياس أكثر آلية ودقة ونتناول في هذا التنقرير بعض العموميات حول المساحة والطبوغرافيا التي تطرقنا إليها خلال السنة الدراسية الثالثة في اختصاص الهندسة المدنية.

## الطبوغرافيا
هو علم يختص في كل التفاصيل سواء كانت طبيعية (التضاريس) أو اصطناعية (عمارات طرق جسور...) لمنطقة ما موجودة على سطح الأرض ويتم ذلك من خلال النتائج المحصل عليها ميدانيا وهو ما يطلق عليه عملية الرفع أو الإسقاط وهو ما يطلق عليه التوقيع الخرائطي.

### الهدف من الطبوغرافيا
تهدف دراسة الطبوغرافيا إلى وصف تخطيطي على شكل مستوى لكل التفاصيل التي تشكل مساحة الأرض.

## الخرائط الطبوغرافية
هي تمثيل مظاهر سطح الأرض برموز اصطلاحية طبوغرافية على الخرائط بإتباع رموز كل مظهر وبسلم رسم معين
وهي تمثيل دقيق ومفصل لمختلف معالم السطح الطبيعية البشرية يفيد في إعطاء فكرة حقيقية عن التدرج في مستوى ارتفاعات السطح بمننطقة.

## المساحة
هي فن الغرض منه معرفة الطرق الممكنة والوسائل المختلفة التي يمكن بها رفع أي منطقة من الأرض بجميع ما عليها من معالم وتفاصيل سواء كانت طبيعية كالجبال والأنهار والبحيرات أو صناعية كالمباني والطرق وينقسم علم المساحة إلى قسمين
1. المساحة المستوية.
2. المساحة الجيوديسية.

## القياسات
هناك نوعين من القياسات:
1. جيدوسية
2. مستوية
3. هناك أنواع للمستوية

### قياسات خطية
هي عبارة عن قياس المسافة الافقية أو المائلة أو الارتفاعات.

### قياسات زاوية
هي قياس الزوايا في المستوي الافقى والعمودي
وللقيام بهذه القياسات نحتاج إلى وسائل خاصة تعرف بأجهزة القياس وتنقسم أجهزة القياس إلى قسمين=

## الأجهزة المساعدة
وهي عبارة عن لواحق الأجهزة الرئيسية تكن اما مثبتة في الأجهزة الرئيسية أو مفصولة ودورها يكمن في انها تستعمل لتحديد المعالم أو نقاط القراءة عليها تحديد افقية وعمودية الأجهزة الرئيسية، تثبيت الأجهزة الرئيسية....
ونذكر بعض الأجهزة المساعدة

### الشواخص
اعمدة خشبية أو معدنية مضلعة أو دائرية طولها من 2الي 5امتار قطرها من 3الي 5 سم تكون مدببة في الأسفل

### ثلاثي الأرجل
في حالة الأرض الصلبة نستعمل ثلاثي الارجل حيث يثبت الشاخص
يكون لون الشاخص احمر وأبيض أو اسود وأبيض لرؤيتها من بعيد
ملونة بشكل تبادلي باللونين الأحمر والأبيض بطول 50 سم لكل جزء

### الأشواك
وتعرف كذلك بلاسياخ الحديدية طولها 20 الي 40 سم وقطرهامن 3 الي 6 ملم ومنها عزي مراد الشبيكة على حافة الطريق

### الأوتاد
تكون خشبية أو معدنية معجم اللغة العربية المعاصرة

### المِطْمَار
المطمار [مفرد]: ج مَطَامِيرُ: خيط يُمَدُّ على البناء فيُبنَى عليه «هو على مِطْمَار أبيه: يشبهه خَلْقًا وخُلُقًا».
معجم الغني: مِطْمَارٌ. مِطْمَارُ الْمُهَنْدِسِ: خَيْطُ القِيَاسَاتِ المعجم الوسيط المطمار الْخَيط الَّذِي يمد على الْبناء فيبنى عَلَيْهِ وَيُقَال لَهُ الإِمَام وَيُقَال هُوَ على مطمار أَبِيه أَو يطمر على مطمار أَبِيه أَي يحتذي مِثَاله وَالرجل اللابس للأطمار (ج) مطامير

### حوامل الأجهزة
هي أجهزة ترتكز عليها أجهزة رئيسية وهي عدة أنواع من بينها=
.1.عصبة الكوس البصري
.2.ثلاثي الارجل

### اللولبة
تستعمل لتثبيت وظبط الأجهزة الرئيسية مع ثلاثي المحاور

### الزئبقية
فقاعات هوائية تجسد المستويات الافقية

## الأجهزة الرئيسية
وهي الأجهزة التي يتم من خلالها رفع أو إسقاط القراءة ونجد منها

### الشريط
عبارة عن شريط مصنوع اما من نسيج خاص أو الفلاذ أو 60 % فولاذ و 40 % نيكل مرقم بالسنتيمتر والملمتر والديسمتر حسب الطول ويصل طوله الي 100 م وهو احسن وسيلة في القياس المباشر حيث يتم به قياس المسافات.

### الميرات
هو عبارة عن سلم خطي يوضع علي المستوى الافقي الشاقولي يكون مصنوع من الخشب أو الالمنيوم تكون مرقمة بالسنتمتر والقيم الكبيرة بالديسمتر.

### جهاز المسوي (النيفو)
إن دور هذا الجهاز هو تحديد فرق الارتفاعات بين نقطتين مختلفتين من سطح الأرض وهو يحتوي على المنظار الذي يتم به معرفة القرءات علي الميرات.

### المثلث البصري (الموشور الضوئي)
يتالف من موشور خماسي به مرآتان تصنعان زاوية 50 غراد يوجد ثلاث اصناف بسيط مضاعف التوصيل يكمن دوره في تحديد استقامة نقاط بالنسبة لنقاط أخرى أي نضع زاوية 200 غراد أو الإسقاط العمودي أي نضع زاوية 100 غراد

### الثيودوليت
قبل الشروع في القياسات الميدانية لابد أن نضبط الجهاز المستعمل ضبطا جيدا:
1. نقوم بتثبيت الجهاز في النقطة التي نبدأ منها القباس وهذا بغرس أرجل الجهاز في الأرض باستعمال خيط الشاقول .
2. تقوم بتسوية الجهاز وهذا باستعمال حامل الجهاز ودواليب التسوية حيث يجب أن تبقي الفقاعة الهوائية للمسوية داخل معلمها مهما كان اتجاه الجهاز وتتم هذه العملية كما يلي - ندير الجهاز حتى تصبح المسوية موازية للولبين من لوالب المسوية الثلاثة ثم نضبط الفقاعة في معلمها بإدارة اللولبين ونفس العملية تتكرر.
3. ضبط المنظار ويتم هذا باستعمال لولب توضيح الخطوط السطاديمترية الموجودة عند عينية الجهاز حيث يجب توجيه المنظار إلى السماء وندير هذا اللولب حتى تضهر لنا هذه الخطوط سوداء واضحة ثم نستعمل لولب توضيح الزاوية ثم نبدأالقياس .

الزاوية الأفقية - الزاوية العمودية - قياس المسافة الأفقية - عملية الرفع - قياس الميل
قياس المسافة الأفقية: يتم بالفراءة العلوية (ق.ع) والقراءة السفلية (ق.س) والوسطى (ق.و) حساب المسافة الأفقية بالعلاقة التالية ل= (ق ع- ق س)تجب م
م هي الزاوية بين (ق.و)و خط المستوى الأفقي المراد قياسه م= (100غراد)ك . ك= الزاوية بين (ق.و)وخط الشاقول. هذا بالنسبة للقياس في المسافات الأفقبة فقط.أما بالنسبة إلى المسافات المنحدرة فهناك علاقة أخرى
م هي الزاوية بين (ق.ع) و (ق.و)

### التاكيومتر
يعرف من خلاله الزوايا العمودية والافقية وفروق الارتفاعات ويكون ذلك مباشرة
ويقاس به المسافة الافقية والعمودية

## الاخطاء في القياس
ان القياس في الطبوغرافيا ينتج عنه اخطاء سواء كانت من المجرب أو الجهاز وقد صنفت هذه الاخطاء الي=

## الغلط
هو هفوات كبيرة غير مقبولة تكون بسبب قراءة خاطئة يتم تفادي الغلط بالانضباط ودقة القراءة واعادة القياس عدة مرات.

## الخطأ
هي عبارة عن هفوات وارتيابات لا يمكن اجتنابها تنتج عن المستعمل والجهاز. لتجنب الخطأ يكفي معرفة مجال هذه الاخطاء.
هناك عدة أنواع من الأخطاء
1. أخطاء نظامية.
2. أخطاء عرضية.
3. أخطاء حقيقية ظاهرية.

للتخلص من هذه الأخطاء هناك قوانين رياضية، منها:
1. الخطأ الحسابي المتوسط.
2. الخطأ المتوسط التربيعي.

## مقالات ذات صلة
- رسم خرائط.
- علم القياسات الجيومورفولوجية.